# Bruce McDonald
Bruce McDonald (Kingston, 28 maggio 1959) è un regista, sceneggiatore e produttore cinematografico canadese.
Considerato uno dei cineasti canadesi più interessanti e originali degli ultimi decenni, ha all'attivo una filmografia che spazia dai documentari ai road movie, dai film horror alle serie televisive per ragazzi. Oltre a 4 Directors Guild of Canada Awards, si è aggiudicato premi in molti festival internazionali tra cui quelli di Berlino, Torino, Vancouver e Bruxelles.
Caratteristiche dei suoi film sono la sua frequente presenza nei panni di un alter ego ("Bruce Shack, the Director", "Bruce the Filmmaker") e quella di canzoni dei Ramones. Il cantante della band punk rock, Joey Ramone, è apparso nel ruolo di se stesso nei film Roadkill del 1889 e Hard Core Logo del 1996.
Ha anche diretto videoclip per band canadesi come Crash Vegas (You and Me, 1993), The Acid Test (Dance, 1993), The Pursuit of Happiness (Cigarette Dangles, 1993), Vern Cheechoo (Lonesome, 1996) e The Headstones (Cemetery, 1996, It's All Over, 2000).
Ringraziamenti a McDonald compaiono in film quali When Night Is Falling di Patricia Rozema (1995), Tail Lights Fade di Malcolm Ingram (1999, "per aver spianato la strada"), Scott Pilgrim vs. the World di Edgar Wright (2010), Hobo with a Shotgun di Jason Eisener (2011) e Septic Man di Jesse Thomas Cook (2013).

## Biografia

### I primi anni
Nato a Kingston, Ontario, e cresciuto nell'area di Rexdale a Toronto, Bruce McDonald ha sviluppato presto l'amore per il cinema e in giovane età ha deciso di intraprendere una carriera dietro la macchina da presa. Dopo il primo film amatoriale, intitolato The Plunge Murderer, ha realizzato lo zombie-movie Our Glorious Dead, girato nella sua scuola superiore a Rexdale con una Super 8 presa in prestito da suo nonno. Il film è stato proiettato alla mensa della scuola fruttandogli un premio di 100 dollari.

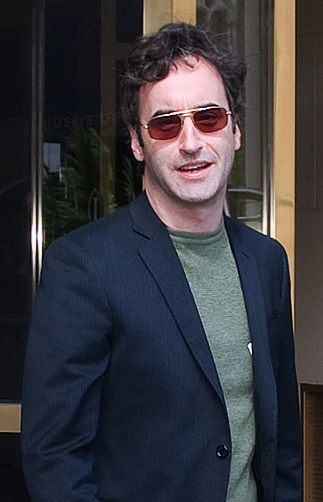
L'attore, regista e produttore Don McKellar, assiduo collaboratore di McDonald da Roadkill del 1989

Nel 1978 i suoi primi lavori sono stati proiettati al Toronto Super 8 Film Festival, incoraggiandolo a fare domanda al Ryerson Polytechnical Institute dove ha studiato cinema e fotografia ed ha realizzato due cortometraggi, Merge (1980) e Let Me See... (1982), quest'ultimo vincitore del Norman Jewison Filmmaker Award come miglior film studentesco. Terminati gli studi, nel 1983 è stato uno dei fondatori del Liaison of Independent Filmmakers of Toronto (LIFT), di cui è stato membro del consiglio di amministrazione fino al 1986, e due anni dopo ha scritto, diretto e prodotto il lungometraggio Knock! Knock!. Alla fine degli anni ottanta ha lavorato anche come montatore per Atom Egoyan, in Black Comedy... del 1987 e Mondo virtuale del 1989, Ron Mann in Comic Book Confidential del 1988 e Colin Brunton nel corto The Mysterious Moon Men of Canada sempre nel 1989, per il quale ha vinto un Genie Award come miglior produttore.
Nel 1991 ha ottenuti i diritti di Ed the Happy Clown, graphic novel del fumettista canadese Chester Brown pubblicata sulla rivista Yummy Fur, ma il progetto di un adattamento cinematografico non ha ottenuto il sostegno finanziario. Anche se ad oggi l'adattamento non è stato realizzato, nel 2007 sono tornate a circolare voci sull'esistenza di una sceneggiatura scritta con Don McKellar per un film da realizzare con animazione stop-motion, con Chris Lavis e Maciek Szczerbowski come possibili registi.

### La "Rock 'n Roll Road Trilogy" eDance Me Outside
Il successo per McDonald è arrivato tra il 1989 e il 1996, con la fondazione della Shadow Shows Production e con quella che il critico e autore Geoff Pevere ha definito la "Rock 'n Roll Road Trilogy": Roadkill, Highway 61 e Hard Core Logo, ritenuti gli esempi più distintivi e completi del cinema del regista canadese.
I primi due, scritti con Don McKellar, diretti e prodotti da McDonald ed interpretati da Valerie Buhagiar, hanno avuto un ottimo riscontro di pubblico e ricevuto premi ai festival di Toronto, Vancouver, San Sebastián e Bruxelles. In realtà Roadkill era nato come documentario su un previsto tour della band post-punk A Neon Rome nell'Ontario del Nord, ma dopo l'abbandono del leader Neal Arbic e lo scioglimento della band, McDonald si è ritrovato con una certa quantità di soldi da spendere ma una band che non esisteva più. Il regista ha quindi cercato di trasformare un potenziale disastro in un'opportunità creativa, mettendo insieme un film a basso costo sul viaggio della stagista di una casa discografica sulle tracce di una band scomparsa, i Children of Paradise. Hard Core Logo, premiato come miglior film a Vancouver e al Cinéfest di Sudbury, è un mockumentary tratto dall'omonimo romanzo dell'autore canadese Michael Turner, con Hugh Dillon e Callum Keith Rennie nei panni di due dei componenti dell'omonima punk band fittizia che partecipano a un rocambolesco "reunion tour".

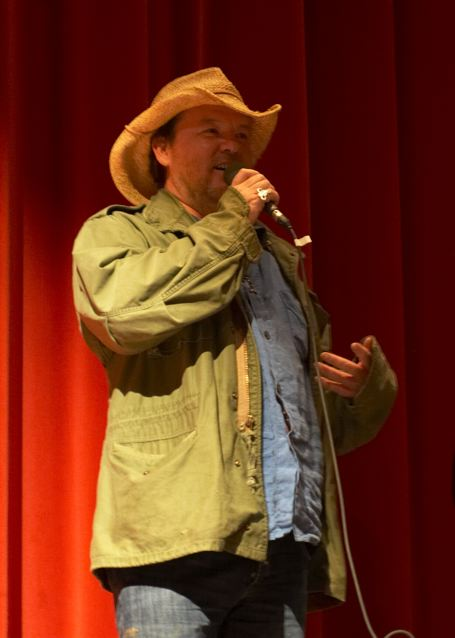
Il regista al Festival di Toronto del 2007

Il quarto lungometraggio di questo periodo, Dance Me Outside (1994), tratto dall'omonima raccolta di racconti di W. P. Kinsella, è stato prodotto da Norman Jewison con un budget più ampio e realizzato con uno stile più convenzionale rispetto ai precedenti. Nonostante la tiepida accoglienza da parte della critica, nel 1996 il film ha portato a una serie televisiva di successo trasmessa dalla CBC, The Rez, prodotta dalla Shadow Shows.

### Lavori successivi
Dopo il pluripremiato cortometraggio Elimination Dance, diretto nel 1998 con Don McKellar e Michael Ondaatje e basato sull'omonimo poema scritto da quest'ultimo nel 1978, nel 2001 è uscito il thriller Sola nella trappola, proiettato in anteprima al Toronto International Film Festival. Sebbene accolto negativamente dalla critica e distribuito direct-to-video, il film si è comunque aggiudicato un premio come miglior lungometraggio dell'Ontario al festival di Sudbury.
Nel 2007 ha diretto il dramma The Tracey Fragments, con il quale ha sviluppato ulteriormente la tecnica dello split screen già utilizzata in passato. Anche in questo caso i giudizi della critica e l'accoglienza del pubblico non sono stati molto positivi, ciò nonostante il film, tratto da un romanzo di Maureen Medved e interpretato da Ellen Page, ha fruttato a McDonald il Premio Manfred Salzgeber alla 57ª Berlinale e due riconoscimenti all'Atlantic Film Festival di Halifax. Migliori risultati in termini di pubblico e critica ha registrato il successivo Pontypool - Zitto... o muori, horror tratto da un romanzo di Tony Burgess e girato con un approccio volutamente ispirato al noto programma radiofonico del 1938 The War of the Worlds.

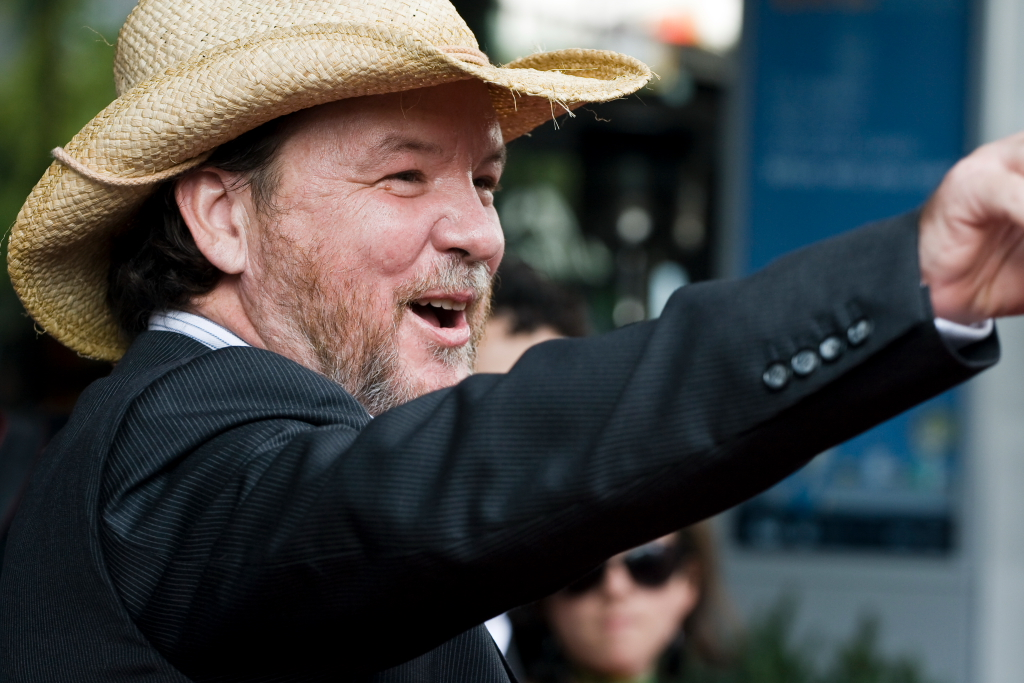
Il regista al Festival di Toronto del 2010

Nel 2010, oltre al documentario Music from the Big House e il sequel Hard Core Logo 2, ha diretto This Movie is Broken, ambientato durante un concerto della band Broken Social Scene, e la commedia drammatica Trigger, storia di due "rockers" che si incontrano di nuovo dopo dodici anni e riscoprono la loro amicizia. Quest'ultimo era già stato programmato alla fine degli anni novanta, una specie di "gemello" di Hard Core Logo con gli stessi Dillon e Rennie come attori principali, ma il progetto non è mi decollato. Dopo circa vent'anni, McDonald e lo sceneggiatore Daniel MacIvor hanno deciso di riprendere la sceneggiatura originale e scrivere una storia al femminile, con Molly Parker e Tracy Wright come protagoniste.
Gli ultimi lavori includono l'horror Piccoli demoni del 2015, premio della giuria al Fantaspoa International Fantastic Film Festival, e il road movie Weirdos del 2016, presentato l'anno successivo a Berlino nella sezione "Generation".

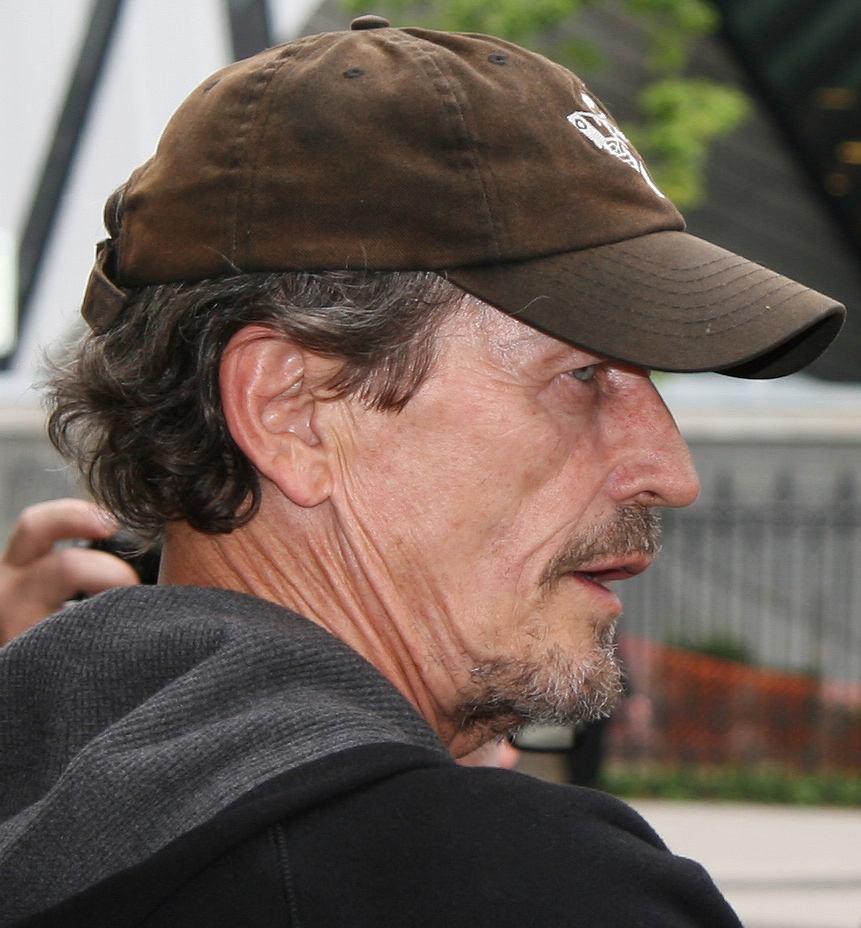
L'attore Stephen McHattie, interprete di Pontypool - Zitto... o muori (2008) e di altri lavori di McDonald al cinema e in televisione

Il 16 novembre 2017, sul sito web Screen Anarchy è stata riportata la notizia di un nuovo film horror in lavorazione intitolato Dreamland, scritto da Tony Burgess e Patrick Whistler e realizzato con il sostegno finanziario del Film Fund Luxembourg. A proposito del protagonista Stephen McHattie, McDonald ha dichiarato: «Ogni tanto, nel mondo del cinema entriamo in contatto con persone che sono star e siamo ispirati a creare il film giusto per loro. Questo è per il grande Stephen McHattie».

### Attività televisiva
A partire dagli anni novanta McDonald ha affiancato all'attività cinematografica quella televisiva, con la regia di film, documentari e episodi di numerose serie tv. Tra i suoi principali lavori ci sono la sitcom scritta da Don McKellar Twitch City (Gemini Award per il miglior regista nel 1998), la commedia horror La mia babysitter è un vampiro del 2010 (oltre ad alcuni episodi della serie omonima), episodi della soap opera adolescenziale Degrassi: The Next Generation, di Queer as Folk, Alla corte di Alice, Cracked, Dark Matter e Heartland.

### Vita privata
È stato legato alla collega canadese Valerie Buhagiar, che ha diretto in Roadkill e Highway 61. Nel commento presente nel DVD uscito nel 2004 per il 15º anniversario di Roadkill, ha detto di aver scritto la parte di Ramona esclusivamente per lei, con l'intenzione di farla diventare la sua fidanzata.

## Filmografia

### Regista
- Let Me See... (1982) - Cortometraggio
- Knock! Knock! (1985)
- Roadkill (1989)
- Highway 61 (1991)
- Dance Me Outside (1994)
- Hard Core Logo (1996)
- Elimination Dance (1998) - Cortometraggio, co-regia con Don McKellar e Michael Ondaatje
- Fort Goof (1999) - Cortometraggio
- Sola nella trappola (Picture Claire) (2001)
- The Interview (2002) - Cortometraggio
- Tamara Podemski: Meegwetch (2004) - Cortometraggio
- The Tracey Fragments (2007)

- Pontypool - Zitto... o muori (Pontypool) (2008)
- This Movie Is Broken (2010)
- Trigger (2010)
- Music from the Big House (2010) - Documentario
- Hard Core Logo 2 (2010)
- Seven Sins: Envy (2011) - Cortometraggio
- Omar Snow (2011) - Cortometraggio
- A Love Supreme (2011) - Cortometraggio
- The Husband (2013)
- Piccoli demoni (Hellions) (2015)
- Weirdos (2016)
- Ashram '69 (2016) - Cortometraggio

### Produttore
- Knock! Knock! (1985)
- Roadkill (1989)
- The Mysterious Moon Men of Canada, regia di Colin Brunton (1989) - Cortometraggio
- Highway 61 (1991)
- Blue, regia di Don McKellar (1992) - Cortometraggio
- Dance Me Outside (1994)

- Stuff, regia di James Dunnison (1999) - Produttore esecutivo
- Vinyl, regia di Alan Zweig (2000) - Documentario, produttore esecutivo
- Verlorene Flügel, regia di Wolfgang H. Scholz (2000) - Produttore esecutivo
- Breaking This Movie, regia di Dany Chiasson e Matthew Gelb (2010) - Cortometraggio, produttore esecutivo

### Sceneggiatore
- Knock! Knock! (1985)
- Roadkill (1989)
- Highway 61 (1991)
- Dance Me Outside (1994)

- Elimination Dance (1998)
- This Movie Is Broken (2010)
- Hard Core Logo 2 (2010)

### Attore
- Roadkill (1989)
- Curtis's Charm, regia di John L'Ecuyer (1995)
- Hard Core Logo (1996)
- Drawing Flies, regia di Matthew Gissing e Malcolm Ingram (1996)
- Last Night, regia di Don McKellar (1998)

- The Outlaws of Missouri, regia di Kelly Harms (2003) - Cortometraggio
- Debut, regia di Mark Adam (2007) - Cortometraggio
- Hard Core Logo 2 (2010)
- Hellmouth, regia di John Geddes (2014)
- The Hexecutioners, regia di Jesse Thomas Cook (2015) - Non accreditato

## Televisione

### Regista
Fim tv e miniserie
- Platinum (1997)
- Scandalous Me: The Jacqueline Susann Story (1998)
- American Whiskey Bar (1998)
- The Love Crimes of Gillian Guess (2004)
- Killer Wave (2007) - Miniserie
- The Dark Room (2007)
- Almost Audrey (2009)
- La mia babysitter è un vampiro (My Babysitter's a Vampire) (2010)
- Justin Hines: Days to Recall (2011)

Documentari
- Road Songs: A Portrait of Robbie Robertson (2001) - Cortometraggio
- The Rawside of... (2008) - Serie, episodi Brendan Canning, Die Mannequin, Metric (co-regia con Matthew Hannam)
- City Sonic (2009) - Serie, episodi non conosciuti
- Yonge Street: Toronto Rock & Roll Stories (2011) - Serie, 3 episodi

Serie tv
- The Ray Bradbury Theater (1988)
2ª stagione, episodi Punishment Without Crime, There Was an Old Woman
- The Hidden Room (1993)
Episodio Happily Ever After
- Liberty Street (1994-1995)
Episodi non conosciuti
- Nancy Drew (1995)
Episodio The Death & Life of Billy Feral
- Colomba solitaria (Lonesome Dove: The Outlaw Years) (1995-1996)
2ª stagione, episodi The Alliance (1995), Betrayal (1996)
- Tucker e Becca, nemici per la pelle (Flash Forward) (1996)
Episodio Makeover
- Siete pronti? (Ready or Not) (1997)
5ª stagione, episodi Cross My Heart, All or Nothing
- Twitch City (1998-2000)
1ª e 2ª stagione
- Emily of New Moon (1998-1999)
2ª stagione, episodi Crown of Thorns (1998), Love Knots (1999)
3ª stagione, episodio The Return of Malcolm Murray (1999)
- Little Men (1999)
2ª stagione, episodio The Weaker Sex
- The City (2000)
2ª stagione, episodi Gorky Parkette, Just Like Honey
- Lexx (2000)
3ª stagione, episodi Tunnels, Garden
- Metropolitan Police (The Bill) (1999-2001)
15ª stagione, episodio Hot Money (1999)
16ª stagione, episodio A Girl's Best Friend (2000)
17ª stagione, episodio Complicity (2001)
- Playmakers (2003)
Episodio The Choice Part II
- Alla corte di Alice (This Is Wonderland) (2004)
1ª stagione, episodi #1, #2, #3
- Queer as Folk (2002-2004)
2ª stagione, episodi Mixed Blessings, Accentuate the Positive, You Say It's Your Birthday! I Couldn't Care Less! (2002)
3ª stagione, episodi House Full of Children, One Ring to Rule Them All, Hunt(Er) for Love (2003)
4ª stagione, episodi Death in the Family, Two Kinds of Lies (2004)

- Darcy's Wild Life (2004)
1ª stagione, episodi non conosciuti
- Kevin Hill (2004)
Episodio Making the Grade
- The Collector (2005)
2ª stagione, episodi The UFOlogist, The Pharmacist
- The Tournament (2005-2006)
2ª stagione, episodi Warrior People Are Not Panther People (2005), The Pee Wee Summit Series (2006)
- ReGenesis (2006)
2ª stagione, episodi Il virus impazzito, I segreti dell'anima
- Degrassi: The Next Generation (2001-2009)
1ª stagione, episodi Ritrovarsi, Pericolo per Emma, Segreti e bugie, Passaggio d'età (2001), Sotto pressione (2002)
2ª stagione, episodi Anno nuovo, vita nuova, Una famiglia difficile, La cocca del professore (2002), Nozze difficili, Addio al celibato, Ritorno di fiamma (2003)
3ª stagione, episodi Cercasi padre, Un fratellino in arrivo (2003)
7ª stagione, episodi Bust a Move: Part 1, Bust a Move: Part 2 (2008)
8ª stagione, episodi Lost in Love: Part 1 (2008), Lost in Love: Part 2 (2009)
- Living in Your Car (2010-2011)
1ª stagione, episodi Chapter Ten, Chapter Eleven, Chapter Twelve (2010)
2ª stagione, episodi Chapter Fourteen, Chapter Twenty-one (2011)
- La mia babysitter è un vampiro (My Babysitter's a Vampire) (2011)
1ª stagione, episodi Il ritorno degli animaletti, Cheerleader infernali, L'allenatore fantasma
- Less Than Kind (2010-2012)
2ª stagione, episodi Terminus Ad Quem, Something Better, Party People, Fasto Loves Lebso (2010)
3ª stagione, episodi Delirium, Danger, Wrestling!, The Fwomp (2012)
- The L.A. Complex (2012)
2ª stagione, episodi Half Way, Help Wanted
- Transporter: The Series (2012)
1ª stagione, episodi Vendetta, Squali, 12 ore
- XIII (XIII: The Series) (2013)
2ª stagione, episodi Antilope e leone, Berzerk
- Bomb Girls (2013)
2ª stagione, episodi Something Fierce, Romeo Foxtrot
- Cracked (2013)
1ª stagione, episodi What We Can't See, Rocket Man
2ª stagione, episodi Fuga d'amore, Volti uguali
- Reign (2013)
1ª stagione, episodio Un brivido nell'aria
- Bitten (2015)
2ª stagione, episodio La tana del coniglio
- Lost Girl (2015)
5ª stagione, episodio Sweet Valkyrie High
- Dark Matter (2015-2017)
1ª stagione, Episodio 7 (2015)
2ª stagione, episodi Kill them all, We Should Have Seen This Coming (2016)
3ª stagione, episodi It Doesn't Have to Be Like This, My Final Gift To You (2017)
- Creeped Out - Racconti di paura (Creeped Out) (2017)
Episodi Marti, A Boy Called Red, Kindlesticks, Shed No Fear, Side Show Part 1, Side Show Part 2
- Heartland (2014-2018)
8ª stagione, episodio Legami spezzati (2014)
9ª stagione, episodi Brave New World, Begin Again, A Matter of Trust (2015), Darkness Before Dawn (2016)
10ª stagione, episodi There Will Be Changes, You Just Know (2016)
11ª stagione, episodi Challenges (2017), A Fine Balance (2018)

### Produttore
Serie tv
- The Rez (1996) - Produttore esecutivo, 1ª stagione
- Twitch City (1998) - 1ª stagione

### Sceneggiatore
Documentari
- Yonge Street: Toronto Rock & Roll Stories (2011)

## Riconoscimenti
- 1989
  - Genie Awards
Miglior corto drammatico live action per The Mysterious Moon Men of Canada
  - Toronto International Film Festival
Miglior lungometraggio canadese per Roadkill

- 1990
  - Festival internazionale Cinema giovani
Candidatura Premio città di Torino al miglior lungometraggio per Roadkill

- 1991
  - Vancouver International Film Festival
Miglior lungometraggio canadese per Highway 61
  - Festival internazionale del cinema di San Sebastián
Concha de Plata al miglior regista per Highway 61
Nomination Concha de Oro per Highway 61
  - Festival internazionale Cinema giovani
Candidatura Premio città di Torino al miglior lungometraggio per Highway 61

- 1992
  - Festival internazionale del cinema fantastico di Bruxelles
Corvo d'Oro per Highway 61

- 1995
  - American Indian Film Festival
Miglior film per Dance Me Outside
  - Festival internazionale del cinema di Karlovy Vary
Candidatura Globo di Cristallo per Dance Me Outside

- 1996
  - Vancouver International Film Festival
Miglior lungometraggio canadese per Hard Core Logo
  - Cinéfest Sudbury International Film Festival
Miglior film canadese per Hard Core Logo
  - Genie Awards
Candidatura Miglior regista per Hard Core Logo

- 1997
  - Taos Talking Pictures Film Festival
Candidatura Taos Land Grant Award per Hard Core Logo

- 1998
  - Gemini Awards
Miglior regista di un programma comico/serie per Twitch City[21]
Candidatura Miglior programma comico/serie per Twitch City
Candidatura Miglior regista di un programma drammatico/miniserie per Platinum

- 1999
  - Genie Awards
Candidatura Miglior corto live action per Elimination Dance
  - Santa Monica Film Festival & Moxie Awards
Miglior film straniero per Elimination Dance
  - Torino Film Festival
Premio CinemAvvenire al miglior corto straniero per Elimination Dance
Candidatura Premio città di Torino al miglior cortometraggio per Elimination Dance

- 2000
  - Cinequest Film Festival
Miglior cortometraggio per Elimination Dance

- 2001
  - Cinéfest Sudbury International Film Festival
Miglior lungometraggio dell'Ontario per Sola nella trappola

- 2002
  - Directors Guild of Canada
Team Award per una serie televisiva per ragazzi per Degrassi: The Next Generation[22]

- 2003
  - Directors Guild of Canada
Team Award per una serie televisiva per ragazzi per Degrassi: The Next Generation[23]
Craft Award per la regia di una serie televisiva per Degrassi: The Next Generation[24]

- 2004
  - Gemini Awards
Nomination Miglior regista di una serie drammatica per Alla corte di Alice[25]

- 2005
  - imagineNATIVE Film + Media Arts Festival
Premio della giuria per il miglior video musicale per Tamara Podemski: Meegwetch

- 2006
  - Gemini Awards
Candidatura Miglior regista di un programma drammatico/miniserie per The Love Crimes of Gillian Guess
Candidatura Miglior regista di un programma comico/serie per The Tournament[26]

- 2007
  - Festival internazionale del cinema di Berlino
Premio Manfred Salzgeber per The Tracey Fragments
  - Atlantic Film Festival
Miglior lungometraggio canadese per The Tracey Fragments
Miglior regista per The Tracey Fragments

- 2008
  - Genie Awards
Candidatura Miglior regista per The Tracey Fragments

- 2009
  - Puchon International Fantastic Film Festival
Candidatura Best of Puchon per Pontypool - Zitto... o muori
  - Toronto Film Critics Association Awards
Candidatura Rogers Award per il miglior film canadese per Pontypool – Zitto... o muori

- 2010
  - Genie Awards
Candidatura Miglior regista per Pontypool – Zitto... o muori
  - Copenhagen International Documentary Festival
Candidatura Sound & Vision Award per This Movie Is Broken
  - Toronto Film Critics Association Awards
Citazione speciale per This Movie Is Broken
Citazione speciale per Trigger
Citazione speciale per Music from the Big House
Citazione speciale per Hard Core Logo 2
Candidatura Rogers Award per il miglior film canadese per Trigger

- 2011
  - Vancouver Film Critics Circle
Candidatura Miglior regista canadese per Trigger
  - Czech Gay and Lesbian Film Festival
Premio della giuria per il miglior lungometraggio per Trigger
  - Directors Guild of Canada
Candidatura Craft Award per la regia di un film per la televisione/miniserie per La mia babysitter è un vampiro

- 2013
  - Whistler Film Festival
Premio Phillip Borsos per il miglior lungometraggio canadese per The Husband

- 2014
  - Canadian Screen Awards
Candidatura Miglior regista di una serie drammatica per Cracked

- 2016
  - Directors Guild of Canada
Team Award per la regia di una serie per famiglie per Heartland[27]
  - Fantaspoa International Fantastic Film Festival
Premio della giuria per la miglior direzione artistica in un film straniero per Piccoli demoni
  - Festival internazionale del cinema di Porto
Candidatura Miglior film fantasy per Piccoli demoni
  - Toronto International Film Festival
Candidatura Miglior lungometraggio canadese per Weirdos

- 2017
  - Festival internazionale del cinema di Berlino
Candidatura Orso di cristallo (sez. Generation 14plus) per Weirdos
Nomination Teddy Award per il miglior lungometraggio per Weirdos
  - Canadian Screen Awards
Candidatura Miglior film per Weirdos
  - Directors Guild of Canada
Team Award per la regia di un lungometraggio per Weirdos
  - International Istanbul Film Festival
Candidatura Tulipano d'oro per Weirdos
  - Seattle International Film Festival
Candidatura Futurewave Youth Jury Award per il miglior lungometraggio per Weirdos